# Celtics City - Il regno del basket
Celtics City - Il regno del basket (Celtics City) è una miniserie televisiva che racconta la storia dei Boston Celtics dalla fondazione fino alla conquista del diciottesimo titolo del 2024.

## Episodi
| n. | Titolo originale     | Titolo italiano               | Trama |
| -- | -------------------- | ----------------------------- | --- |
| 1  | Founding Fathers     | I padri fondatori             | Negli anni Cinquanta i Boston Celtics sono guidati da Red Auerbach. Le stelle sono Bob Cousy e Bill Russell. Nel 1957 arriva il primo titolo. |
| 2  | No Final Victories   | Nessuna vittoria è definitiva | Negli anni Sessanta i Boston Celtics continuano a conquistare titoli. Bill Russell si impegna a favore dei diritti civili. Alla fine del decennio Russell diventa il primo afroamericano a guidare una franchigia NBA.                                     |
| 3  | All Sept Up          | Tutti coinvolti               | Sullo sfondo delle tensioni razziali, negli anni Settanta i Celtics conquistano un paio di titoli. |
| 4  | Great Hope, Period   | Grande speranza e basta       | Nei primi anni Ottanta, sotto la guida di Larry Bird i Celtics tornano alla vittoria, tuttavia ci sono dissidi interni. |
| 5  | F**k the Celtics     | Fa***Lo i Celtics             | Negli anni Ottanta hanno luogo le storiche battaglie tra Celtics e Lakers, nonché la rivalità tra Magic e Bird. Nel 1986 Len Bias muore improvvisamente.                                                                                                   |
| 6  | Untenable Toll       | Un peso insostenibile         | Alla fine degli anni Ottanta i Celtics stentano a tornare ai fasti di un tempo. La stella di Bird sta poco a poco spegnendosi. |
| 7  | Not Again, Not Again | Non di nuovo.                 | Negli anni Novanta i Celtics sono al collasso. All'inizio del decennio si ritirano dall'attività Larry Bird, Robert Parish e Kevin McHale. Nel 1993 muore la promessa Reggie Lewis.                                                                        |
| 8  | Ubuntu               | Ubuntu                        | Dopo il periodo di crisi, che si prolungò fino ai primi anni Duemila, Danny Ainge riuscì a portare a Boston Kevin Garnett e Ray Allen. Questi due, insieme a Paul Pierce formarono un trio delle meraviglie. Si arrivò alla conquista del titolo nel 2008. |
| 9  | We're the Celtics    | Noi siamo i Celtics           | I Celtics arrivano al diciottesimo titolo nel 2024, grazie all'apporto di nuovi giocatori stellari come Jaylen Brown e Jayson Tatum. |